# Hôpital gynéco-obstétrique et pédiatrique de Yaoundé
L'Hôpital Gynécologique, Obstétrique et Pédiatrique de Yaoundé (Hôpital gynéco-obstétrique et pédiatrique de Yaoundé - HGOPY), situé dans le quartier Ngousso, est un hôpital de Yaoundé, au Cameroun.

## Histoire
L'Hôpital gynéco-obstétrique et pédiatrique de Yaoundé est spécialisé dans les soins aux femmes et aux enfants. Construit avec l'aide du gouvernement chinois, il a été institué en septembre 2001 par Décret présidentiel N° 2001/271. 
Il a été officiellement inauguré le 28 mars 2002 par le président Paul Biya lors d'une cérémonie en présence du vice-ministre chinois de la Santé. Les soins ambulatoires y débutent le 1er avril 2002,.

## Services  de l'hôpital
Il comprend la pédiatrie, la gynécologie, l'obstétrique, la chirurgie pédiatrique, l'ophtalmologie, l'odonto-stomatologie, l'otorhinolaryngologie, l'acupuncture, la dermatologie, les maladies infectieuses, la biologie clinique, la radiologie et l'imagerie médicale, les soins infirmiers, la pharmacie, l'anatomopathologie, le bloc opératoire.
La presse dénonce l'enfermement de patientes après leurs accouchements à la suite de défauts de paiement de frais.

### Équipement
L'hôpital est un bâtiment de 9 448 m² sur une superficie totale de 10ha, il dispose de 240 lits.